# 黑腹艷花鱂
黑腹艷花鱂，為輻鰭魚綱鯉齒目鯉齒亞目花鳉科的其中一種，分布於南美洲哥倫比亞的 San Juan河流域，體長可達3公分，屬肉食性，生活習性不明。

## 擴展閱讀
維基物種上的相關：黑腹艷花鱂